# Estagel
Estagel ([ɛstaʒɛl] , en catalan Estagell) est une commune française située dans le nord-est du département des Pyrénées-Orientales dans la région Occitanie. Sur le plan historique et culturel, la commune est dans le Roussillon, entre les Corbières et les massifs pyrénéens, sur le bassin de l'Agly.
Exposée à un climat méditerranéen, elle est drainée par l'Agly, le Verdouble, la Maury, le torrent de la Grave et par divers autres petits cours d'eau. La commune possède un patrimoine naturel remarquable : un site Natura 2000 (les « Basses Corbières ») et six zones naturelles d'intérêt écologique, faunistique et floristique.
Estagel est une commune rurale qui compte 2 124 habitants en 2022. Elle est dans l'unité urbaine d'Estagel et fait partie de l'aire d'attraction de Perpignan. Ses habitants sont appelés les Estagellois ou  Estagelloises.
C’est la dernière ville de langue catalane dans le nord-ouest des pays catalans, juste à la frontière avec la région de langue occitane des Fenouillèdes.

## Géographie

### Localisation
La commune d'Estagel se trouve dans le département des Pyrénées-Orientales, en région Occitanie.
Elle se situe à 18 km à vol d'oiseau de Perpignan, préfecture du département, et à 14 km de Rivesaltes, bureau centralisateur du canton de la Vallée de l'Agly dont dépend la commune depuis 2015 pour les élections départementales.
La commune fait en outre partie du bassin de vie de Perpignan.
Les communes les plus proches sont :
Montner (3,1 km), Latour-de-France (3,8 km), Calce (4,7 km), Tautavel (6,1 km), Planèzes (6,6 km), Cases-de-Pène (7,3 km), Rasiguères (7,4 km), Cassagnes (8,0 km).
Sur le plan historique et culturel, Estagel fait partie du Roussillon, une région correspondant a l'ancien comté de Roussillon, appartenant au royaume d'Aragon jusqu'à 1659 avec le Traité des Pyrénées. Ce territoire est culturellement et historiquement une zone de langue catalane.
| Maury            | Tautavel | Cases-de-Pène |
| Latour-de-France | Estagel  | Calce         |
|                  | Montner  |               |

### Géologie et relief
Estagel est une commune de 2 083 hectares située au centre des Corbières catalanes, dans la vallée de l'Agly, en contact avec les Fenouillèdes.
Sans atteindre de grandes altitudes, le territoire communal d’Estagel est très vallonné, comme toutes les Corbières. Il est coupé par l'Agly, le Verdouble et le Maury (rivière), qui, en raison de l’orographie, ouvrent des vallées sinueuses et très coupées dans les terrains qu'elles traversent. La partie la plus plate de la municipalité est le Pla d’Estagel, où se trouve la grande majorité de la ville.
Au nord de la commune se trouve un massif calcaire, formé par le mont d’Estagel et la Serra de la Gironella, qui se connecte à la Serra de Tautavel au nord-est, qui occupe tout le secteur nord de la municipalité. À gauche de l’Agly ; l’autre secteur à proximité de ce fleuve est le départ de Rubials, au bout du versant est de Toresa, montagne du terme de Latour de France, à 211,9 m de haut au point le plus élevé. Les limites de la commune d’Estagel, avec Latour-de-France dans le secteur ouest et avec Maury (Pyrénées-Orientales) au nord, sont totalement arbitraires, entre l'Agly, d’où il commence à 76,9 m de haut, au Maury. De cette deuxième rivière, la commune couvre l’ensemble du massif du mont d’Estagel, qui atteint 180,2 m de haut. Du Maury au nord-est, avec la municipalité de Tautavel, elles suivent la route D611, au pied du mont Estagel, jusqu’au correc de la Corbarola, qui continue vers le sud-est. Ce correc (« ravin », en catalan) délimite le côté est du mont d'Estagel jusqu’à ce qu’il se déverse dans le Verdouble. À ce moment-là, le terme communal grimpe vers le sud-est jusqu’au sommet du cimetière des Maures, haut de 164 m, et suit la crête qui se trouve à l’est et au nord-est, crête qui est le contrefort ouest de la Serra de Gironella, qui atteint 211 m de haut. De son sommet, elle descend vers le sud-est et l’est, suivant une crête secondaire, pour trouver le point de rencontre des communes d’Estagel, Tautavel et Cases-de-Pène, à 196,6 m de haut. De cet endroit, le terme descend à l’Agly arbitrairement (à l’exception d’une petite section qui suit un contrefort secondaire) jusqu'à la rivière, à 55,9 m, qui est le point le plus bas de la commune d’Estagel. Ensuite, le terme communal suit l’Agly en amont sur environ 900 mètres, jusqu’à 57,2 mètres d'altitude.
Le secteur sud de la municipalité, plus étendu que le secteur nord, fait partie des pentes du massif de Força Réal, au sud-ouest et au sud, et des chaînes de montagnes séparant Estagel de Calce au sud-est.
Partant de l’Agly au dernier point mentionné, il monte soudainement en ligne droite vers le sud-ouest jusqu’au sommet de Serrat d’en Bugader, 325 m de haut, qui est le point culminant du terme d’Estagel, et de là fait une série d’angles entre les sections en ligne droite, sans suite à aucun accident géographique précis, mais à la recherche de la zone montagneuse de La Romanissar, où passe la route D18. Puis, au sud-ouest, allant chercher le Serrat d’en Bigorra, au point de rencontre des termes d’Estagel, de Cases-de-Pène et Montner, à 256,4 m de haut, qui est l’extrémité sud du terme. Puis, le terme communal, maintenant avec Montner, descend vers le nord-ouest en suivant environ un contrefort qui atteint 116 m de haut au moment où le terme atteint la plaine agricole. Il continue vers le nord-ouest, le dernier tronçon à l’est, et atteint le point où se trouvent les communes d’Estagel, Montner et La Tour de France. Ensuite, il tourne vers le nord et à travers le milieu des champs et des biens agricoles est dirigé vers l’Agly, où cette description a commencé.
La commune est classée en zone de sismicité 3, correspondant à une sismicité modérée.

### Hydrographie
La partie plate de la municipalité, près du lit de la rivière de L’Agly, a quelques canaux d’irrigation, tels que l’Agulla (deux différents), le Rec de Jau, le Rec del Molí, le Rec del Pla, le Rec d’en Carbassa, avec le tunnel d’alimentation Rec de Jau.
Près de l’Agly se trouve le Gorg d’en Moïses à l’ouest de la municipalité et la Pastera, à l’est.
Quant aux autres cours d’eau, tous sont des affluents de l’Agly.[réf. nécessaire]

### Climat
Pour des articles plus généraux, voir Climat de l'Occitanie et Climat des Pyrénées-Orientales.
En 2010, le climat de la commune est de type climat méditerranéen franc, selon une étude du CNRS s'appuyant sur une série de données couvrant la période 1971-2000. En 2020, Météo-France publie une typologie des climats de la France métropolitaine dans laquelle la commune est exposée à un climat méditerranéen et est dans la région climatique Provence, Languedoc-Roussillon, caractérisée par une pluviométrie faible en été, un très bon ensoleillement (2 600 h/an), un été chaud (21,5 °C), un air très sec en été, sec en toutes saisons, des vents forts (fréquence de 40 à 50 % de vents > 5 m/s) et peu de brouillards.
Pour la période 1971-2000, la température annuelle moyenne est de 14,8 °C, avec une amplitude thermique annuelle de 15,5 °C. Le cumul annuel moyen de précipitations est de 595 mm, avec 5,6 jours de précipitations en janvier et 2,9 jours en juillet. Pour la période 1991-2020, la température moyenne annuelle observée sur la station météorologique la plus proche, située sur la commune de Saint-Paul-de-Fenouillet à 16 km à vol d'oiseau, est de 14,7 °C et le cumul annuel moyen de précipitations est de 765,9 mm,. Pour l'avenir, les paramètres climatiques de la commune estimés pour 2050 selon différents scénarios d’émission de gaz à effet de serre sont consultables sur un site dédié publié par Météo-France en novembre 2022.

### Milieux naturels et biodiversité

#### Réseau Natura 2000

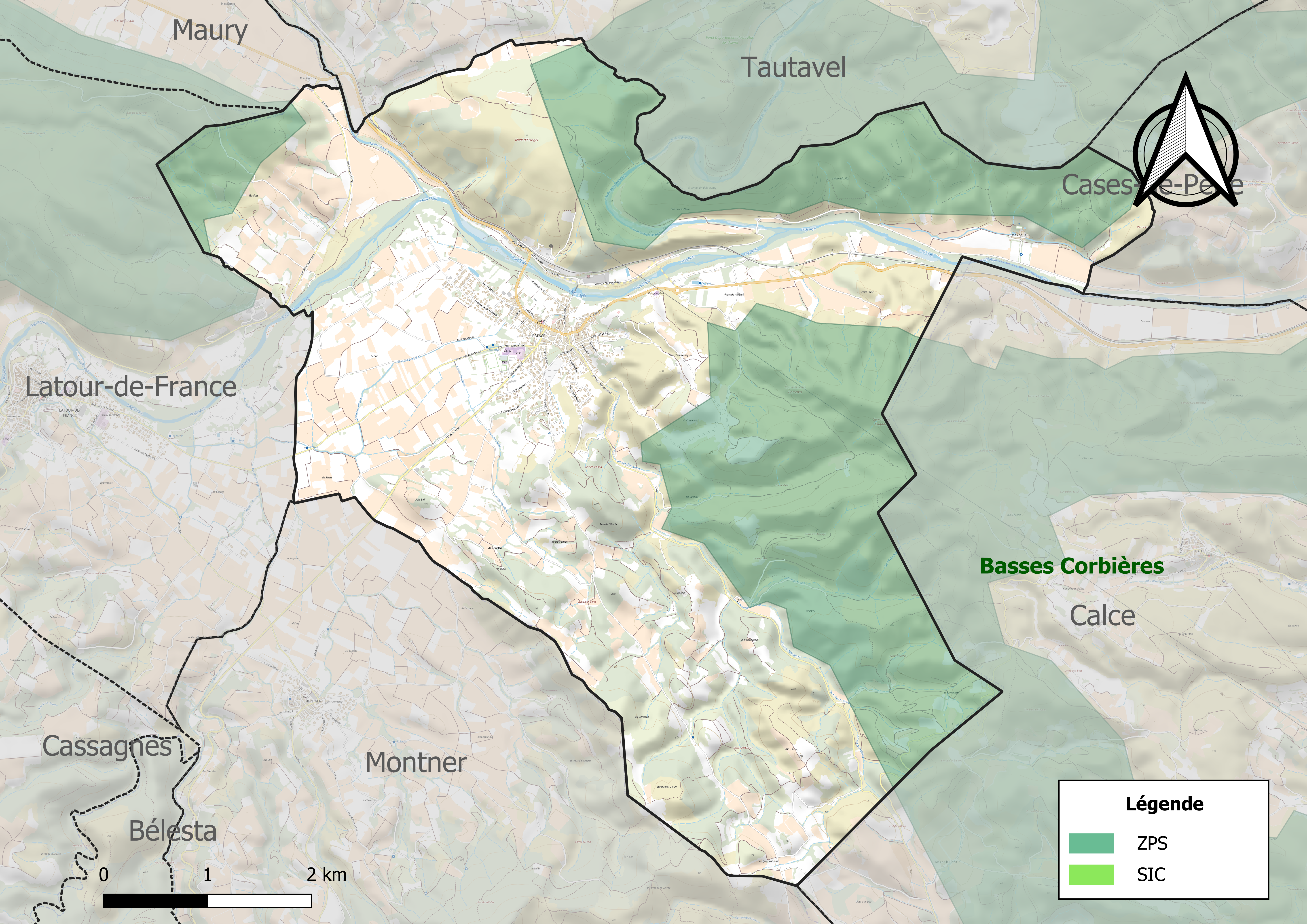
Sites Natura 2000 sur le territoire communal.

Le réseau Natura 2000 est un réseau écologique européen de sites naturels d'intérêt écologique élaboré à partir des directives habitats et oiseaux, constitué de zones spéciales de conservation (ZSC) et de zones de protection spéciale (ZPS).
Un site Natura 2000 a été défini sur la commune au titre de la directive oiseaux : 0, d'une superficie de 29 495 ha, sont un site important pour la conservation des rapaces : l'Aigle de Bonelli, l'Aigle royal, le Grand-duc d’Europe, le Circaète Jean-le-Blanc, le Faucon pèlerin, le Busard cendré, l'Aigle botté.

#### Zones naturelles d'intérêt écologique, faunistique et floristique
L’inventaire des zones naturelles d'intérêt écologique, faunistique et floristique (ZNIEFF) a pour objectif de réaliser une couverture des zones les plus intéressantes sur le plan écologique, essentiellement dans la perspective d’améliorer la connaissance du patrimoine naturel national et de fournir aux différents décideurs un outil d’aide à la prise en compte de l’environnement dans l’aménagement du territoire.
Quatre ZNIEFF de type 1 sont recensées sur la commune :
- les « corniches de Notre-Dame de Pène et d'Estagel » (1 112 ha), couvrant 4 communes du département[20] ;
- les « garrigues de Calce » (1 557 ha), couvrant 3 communes du département[21] ;
- le « massif de la Tourèze » (1 718 ha), couvrant 6 communes du département[22] ;
- la « vallée de l'Agly » (164 ha), couvrant 5 communes du département[23] ;

et deux ZNIEFF de type 2, :
- les « Corbières orientales » (30 263 ha), couvrant 19 communes dont 12 dans l'Aude et sept dans les Pyrénées-Orientales[24] ;
- le « massif du Fenouillèdes » (34 157 ha), couvrant 40 communes dont une dans l'Aude et 39 dans les Pyrénées-Orientales[25].

Carte des ZNIEFF de type 1 et 2 à Estagel.
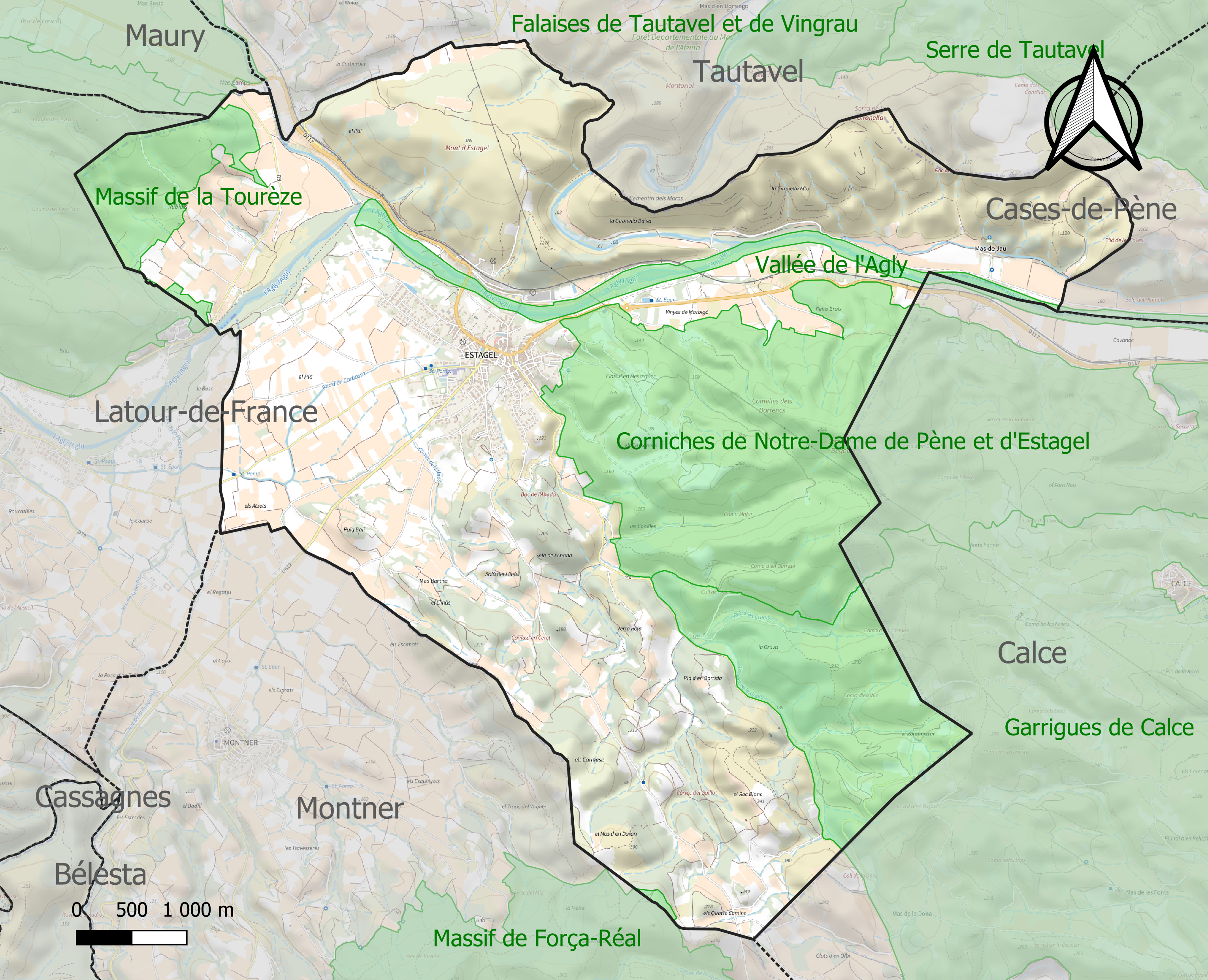
Carte des ZNIEFF de type 1 sur la commune.
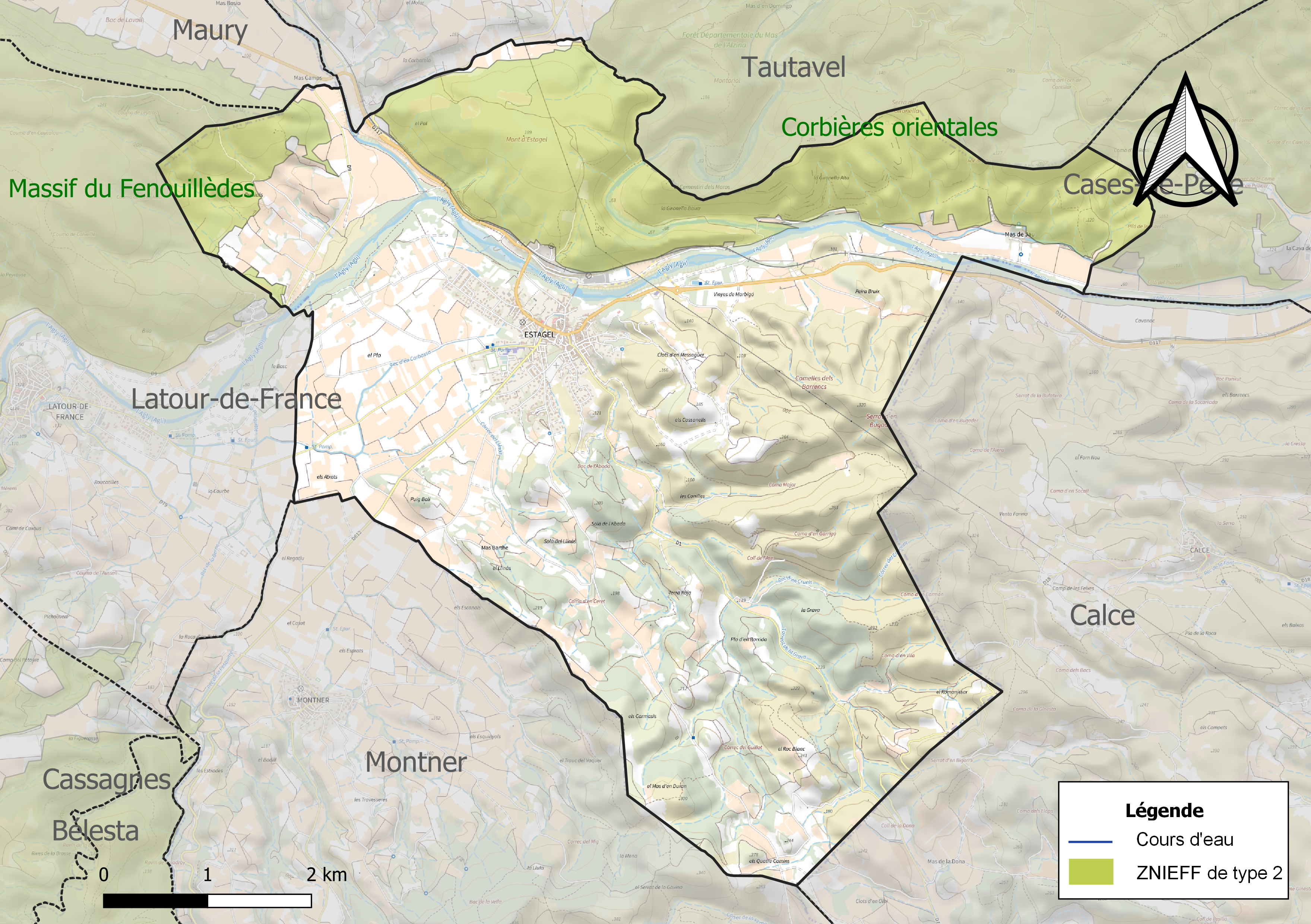
Carte des ZNIEFF de type 2 sur la commune.

## Urbanisme

### Typologie
Au 1er janvier 2024, Estagel est catégorisée bourg rural, selon la nouvelle grille communale de densité à sept niveaux définie par l'Insee en 2022.
Elle appartient à l'unité urbaine d'Estagel, une unité urbaine monocommunale constituant une ville isolée,. Par ailleurs la commune fait partie de l'aire d'attraction de Perpignan, dont elle est une commune de la couronne,. Cette aire, qui regroupe 118 communes, est catégorisée dans les aires de 200 000 à moins de 700 000 habitants,.

### Occupation des sols
L'occupation des sols de la commune, telle qu'elle ressort de la base de données européenne d’occupation biophysique des sols Corine Land Cover (CLC), est marquée par l'importance des forêts et milieux semi-naturels (54,5 % en 2018), en diminution par rapport à 1990 (57,7 %). La répartition détaillée en 2018 est la suivante :
milieux à végétation arbustive et/ou herbacée (53,4 %), cultures permanentes (33,9 %), zones agricoles hétérogènes (7,5 %), zones urbanisées (4,1 %), forêts (1,1 %). L'évolution de l’occupation des sols de la commune et de ses infrastructures peut être observée sur les différentes représentations cartographiques du territoire : la carte de Cassini (XVIIIe siècle), la carte d'état-major (1820-1866) et les cartes ou photos aériennes de l'IGN pour la période actuelle (1950 à aujourd'hui).

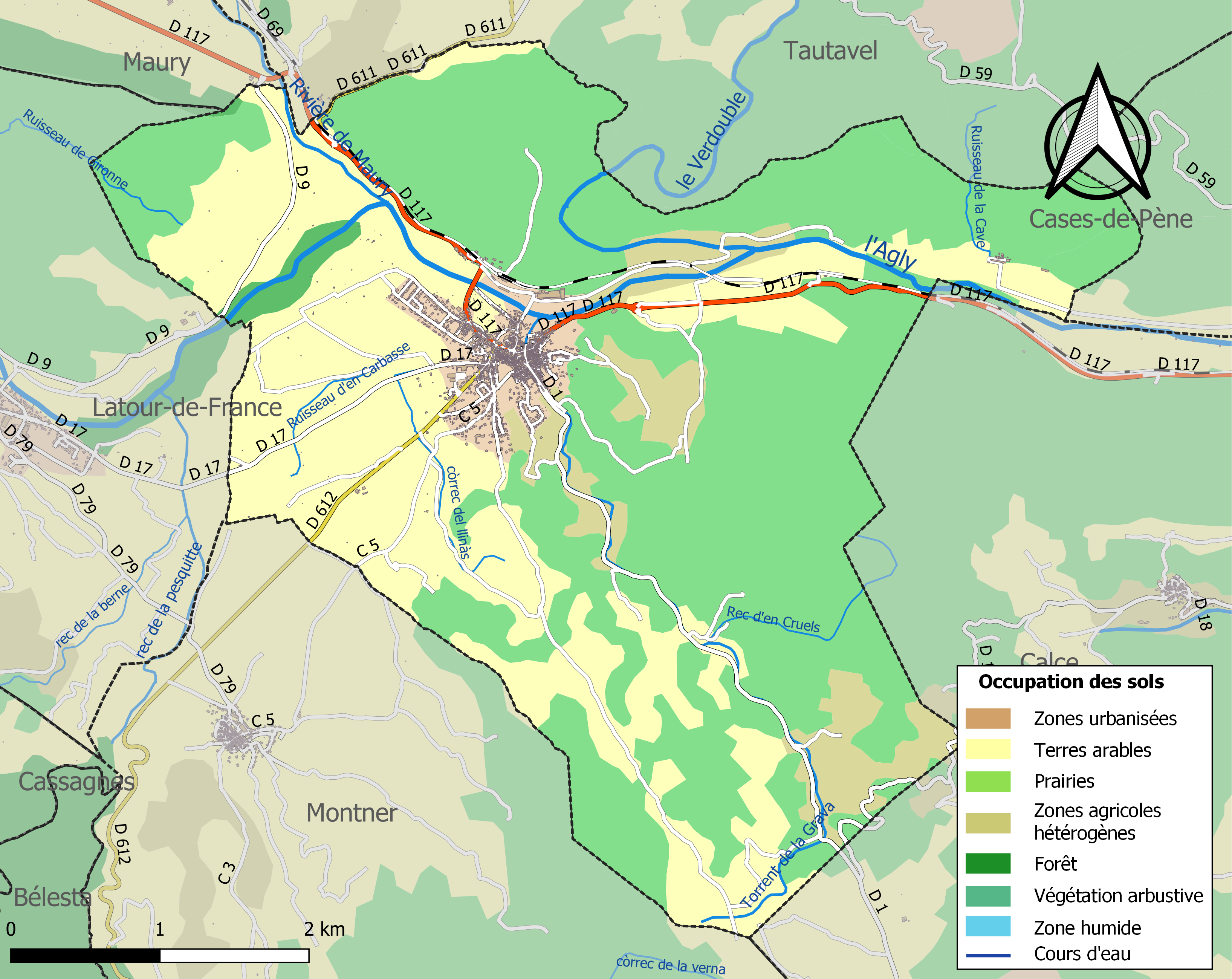
Carte des infrastructures et de l'occupation des sols de la commune en 2018 (CLC).

### Voies de communication et transports

#### Routes
Le D - 9 (D - 117, à Maury - D - 21, à Caramany), qui traverse le coin nord-ouest de la municipalité, loin du village et foulant une très petite partie du territoire d’Estagel.
Le D - 17 (Estagel - D -13, à Tarerach), relie le village d’Estagel au village de Tarerach en passant par une grande partie des Fenouillèdes, par les communes de Latour de France (4,2 kilomètres), Cassagnes (Pyrénées-Orientales) (10,8), Belesta (13,6), Montalba-le-Château (19,7 kilomètres) et Rodès, qui ne traverse qu’au nord de la commune, avant d’atteindre Tarerach, 28 kilomètres.
Le D - 117 (Perpignan - à Estagel), qui vient de Perpignan (25,5 kilomètres), en passant par Rivesaltes (à 15,9), Espira-de-l'Agly (13,6) et Cases-de-Pène à 8,9 kilomètres. A l’ouest, il atteint la frontière des pays catalans, dans la municipalité d’Estagel, et se rend à Maury.
Enfin, le D - 612 (Estagel - Millas), qui relie ces deux villes en 13,1 kilomètres, en passant par les municipalités de Montner, Belesta et Millas. Il ne traverse aucun village, mais à un demi-kilomètre de Montner, qui se trouve à 4,8 kilomètres d’Estagel.

#### Transports publics collectifs
Il y a aussi la ligne 23 de la Compagnie de Transports Perpignan Méditerranée, Estagel - Cassagnes, qui relie ces deux villes à Montner. Il offre cinq services quotidiens en direction d’Estagel et quatre vers Cassagnes, du lundi au samedi.

#### Chemin de fer
Estagel a une gare sur la ligne de chemin de fer appelée Train du pays Cathare et du Fenouillèdes; Les caractéristiques de cette ligne de train touristique signifient que les arrêts deviennent discrétionnaires, selon la conception de chacun des trains qui passent à travers elle. La gare d’Estagel est située au nord du village, sur la rive gauche de l’Agly. Elle est bien sûr très petite, et ne possède qu'une bâche qui sert de protection contre pluie et soleil. Elle reste à côté de l'ancienne gare (aujourd'hui propriété privée) qui était d'une taille bien plus importante.

### Risques majeurs
Le territoire de la commune d'Estagel est vulnérable à différents aléas naturels : inondations, climatiques (grand froid ou canicule), feux de forêts, mouvements de terrains et séisme (sismicité modérée). Il est également exposé à deux risques technologiques, le transport de matières dangereuses et la rupture d'un barrage, et à un risque particulier, le risque radon,.

#### Risques naturels
Certaines parties du territoire communal sont susceptibles d’être affectées par le risque d’inondation par crue torrentielle de cours d'eau du bassin de l'Agly.
Les mouvements de terrains susceptibles de se produire sur la commune sont soit des mouvements liés au retrait-gonflement des argiles, soit des glissements de terrains, soit des chutes de blocs, soit des effondrements liés à des cavités souterraines. Une cartographie nationale de l'aléa retrait-gonflement des argiles permet de connaître les sols argileux ou marneux susceptibles vis-à-vis de ce phénomène. L'inventaire national des cavités souterraines permet par ailleurs de localiser celles situées sur la commune.
Ces risques naturels sont pris en compte dans l'aménagement du territoire de la commune par le biais d'un plan de prévention des risques inondations et mouvements de terrains.

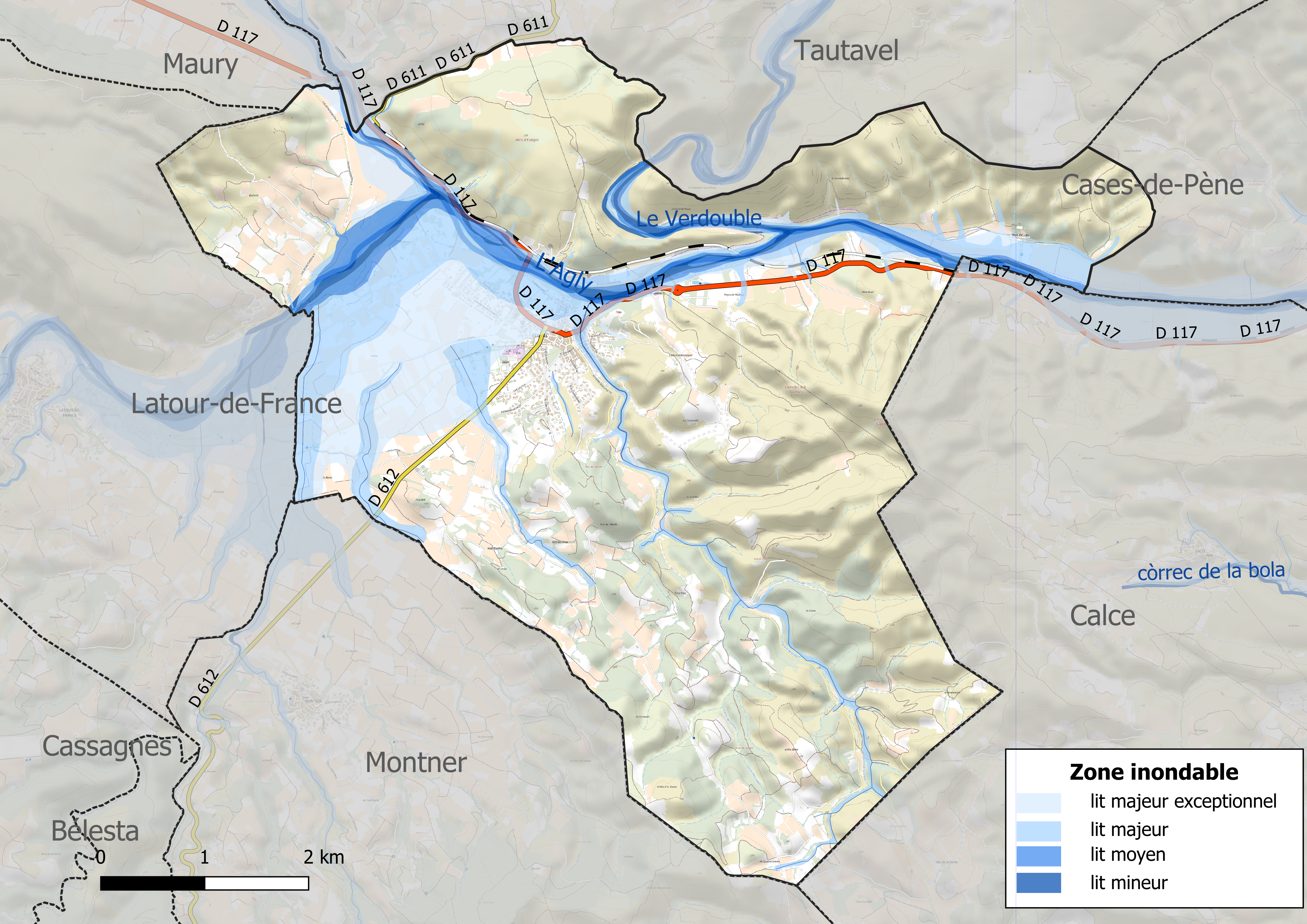
Carte des zones inondables.
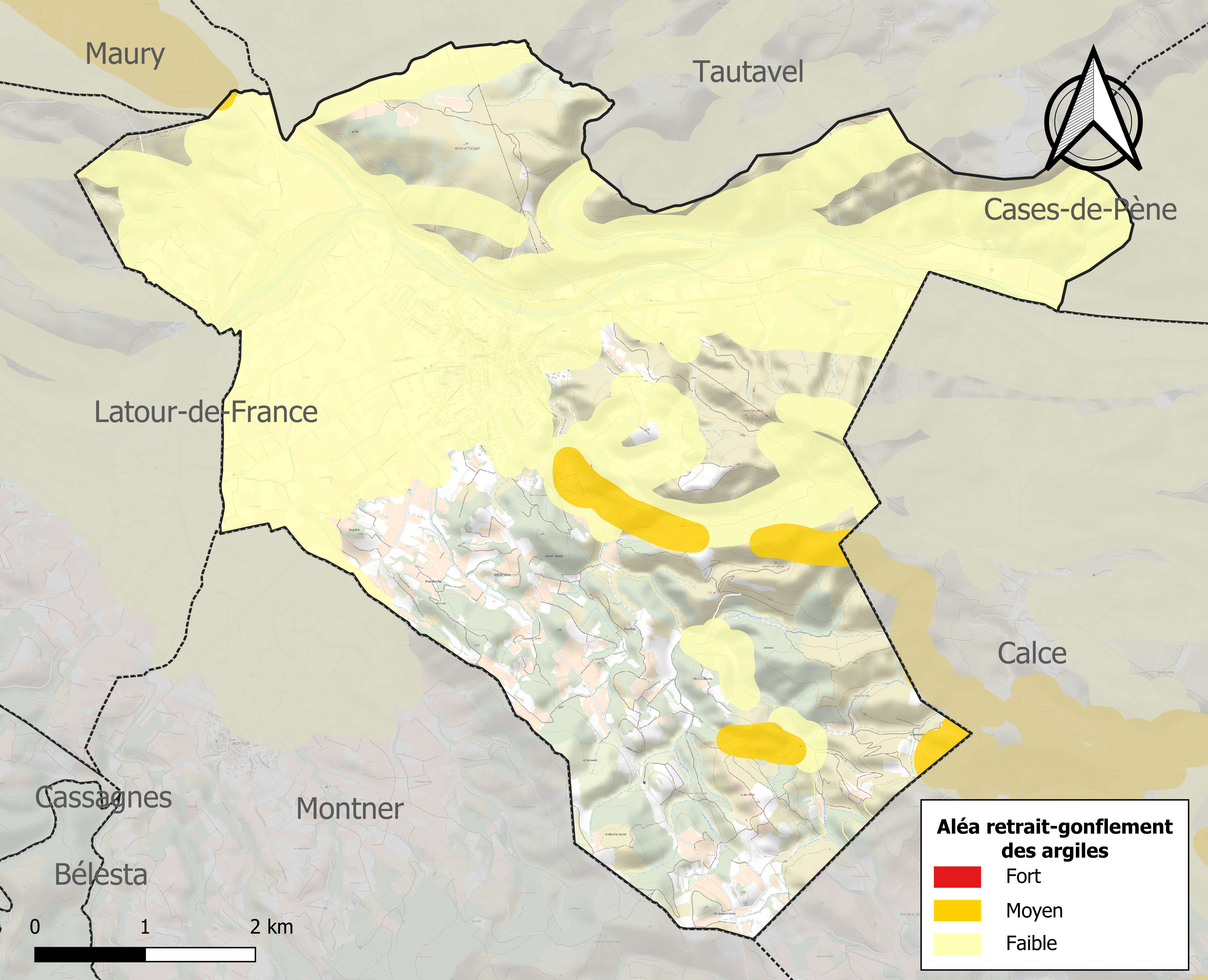
Carte des zones d'aléa retrait-gonflement des argiles.

#### Risques technologiques
Le risque de transport de matières dangereuses sur la commune est lié à sa traversée par une route à fort trafic. Un accident se produisant sur une telle infrastructure est en effet susceptible d’avoir des effets graves au bâti ou aux personnes jusqu’à 350 m, selon la nature du matériau transporté. Des dispositions d’urbanisme peuvent être préconisées en conséquence.
Dans le département des Pyrénées-Orientales, on dénombre sept grands barrages susceptibles d’occasionner des dégâts en cas de rupture. La commune fait partie des 66 communes susceptibles d’être touchées par l’onde de submersion consécutive à la rupture d’un de ces barrages, le barrage de Caramany sur l'Agly, un ouvrage de 57 m de hauteur construit en 1994.

#### Risque particulier
Dans plusieurs parties du territoire national, le radon, accumulé dans certains logements ou autres locaux, peut constituer une source significative d’exposition de la population aux rayonnements ionisants. Toutes les communes du département sont concernées par le risque radon à un niveau plus ou moins élevé. Selon la classification de 2018, la commune d'Estagel est classée en zone 3, à savoir zone à potentiel radon significatif.

## Toponymie
En catalan, le nom de la commune est Estagell.
Le nom de la commune est mentionné dans un texte dès l'an 806 sous la forme Stagello, puis, du Xe au XIIe siècle, sous la forme Villa Stagello. Estagel apparait au XIVe siècle et Estagell au XVIe siècle. Ce nom est issu d'un radical latin qui se retrouve dans le verbe Stare, auquel est accolé le diminutif -ellum. Deux hypothèses sont proposées pour la signification de l'étymologie. La première vient du nom Statio, qui désigne un lieu où on réside provisoirement. Dans ce cas, le nom du village serait issu d'un lieu d'accueil pour les voyageurs, d'une auberge. L'autre est basée sur Staticum, résidence permanente. La signification du nom serait alors « demeure modeste » ou « petite ferme ».

## Histoire

### Préhistoire
Les échantillons d’habitat à Estagel remontent à des temps très reculés : la présence de l’homme de Tautavel en est un signe. Lors de la construction de la ligne de chemin de fer, en 1885, une grotte est apparue près de la gare, avec des morceaux de silex et d’aiguilles osseuses, du Paléolithique supérieur (de −35 000 à −10 000 ans) ; aussi un ossuaire chalcolithique, avec des céramiques de l’âge du cuivre (-2 000 à -750 ans). Récemment, dans un autre endroit, des ossements d'il y a 5 000 ans ont été découverts.

### Antiquité
La colonisation romaine a également laissé de nombreux vestiges, à Estagel où des vestiges d’habitats ont été trouvés au Mas de Jau et au Mas Camps.
Le passage des Wisigoths est entériné par la présence d’un cimetière wisigoth dans « Les Tombes », sur la route de Montner, des Ve et VIIe siècles. De même, il y a une montagne nommée Cimetière des Maures, qui atteste de l’âge ancien des restes trouvés. Il pourrait y avoir plus de sites autour du Verdouble, au nord-ouest du terme.

### Moyen Âge
La première mention d’Estagel est faite dans une bulle du pape Agapet II en 951. Dans une autre bulle, celle-ci de 1119, du pape Gelase II (tous deux parlent des possessions de l’abbaye de Lagrasse), l’église de Saint Vincent est mentionnée dans villa Stagello ou Estagellum. Étant une ville frontalière, l’histoire d’Estagel est convulsive. Elle a été définie comme tel dans le traité de Corbeil (1258), et a maintenu cette caractéristique jusqu’au traité des Pyrénées en 1659. Le passage des armées à travers ces régions était constant.
L’abbaye de Lagrasse conserva la Seigneurie d’Estagel jusqu’à la fin de l’Ancien-Régime; Cependant, les rois, catalans et aragonais, conservaient certains droits, ce qui conduisait à une convention de pariatge (condominium d’un territoire entre deux seigneurs) signée le 22 avril 1317 entre le roi Sanche de Majorque et le serviteur de Lagrasse, pour laquelle le roi conserva la moitié de la juridiction pénale. Ces droits ont été inclus dans la création du Vicomte de Perellós, créé en faveur de Ramon de Perellós en 1391.

### Temps Modernes
Jusqu’au traité des Pyrénées, Estagel continua à vivre un trafic constant d’armées, et fut occupé à plusieurs reprises par les Catalans, les Espagnols, et les Français (deux fois); même les Huguenot y sont arrivés : en 1542, la garnison catalane de Força Réal vu l’incendie et le pillage de l’enceinte de la ville et de son église par les troupes françaises. Des années plus tard, à l’été 1639, quatre compagnies françaises arrivent à Estagel pour assurer le passage des provisions à travers la vallée de l’Agly en provenance du Languedoc. Les habitants du village enfermés dans l’enceinte du village, se sont battus avec les nouveaux arrivants, qui ont dû battre en retraite. Le lendemain vint plus de troupes françaises, et les 230 habitants d’Estagel résistèrent pendant 26 heures, jusqu’à ce qu’ils capitulent, avec la promesse d’être respectés. Avec le traité des Pyrénées est venu le calme: Estagel n’était plus la frontière; seuls quelques raids espagnols ont troublés la tranquillité d’esprit.
Dans le même temps, les droits seigneuriaux d'Estagel, entre les mains des vicomtes de Perellós depuis 1391, passèrent en 1595 à Alexis Albert par décision de justice, après la dissolution du vicomte. Puis au marquis de Blanes, qui les avait au moment de la Révolution française.
En 1851, Estagel est la commune des Pyrénées-Orientales qui s’oppose le plus vigoureusement au coup d'État du 2 décembre 1851. L’opinion, probablement influencée par Étienne Arago, soutient le conseil municipal qui proteste contre le coup d’État en s’appuyant sur l’article 68 de la constitution française de 1848. Le 7 décembre, le préfet Pougeard-Dulimbert décide d’intervenir, avec l’appui de l’armée (20e régiment d'infanterie de ligne et cavalerie). Il fait quelques arrestations, mais son convoi est pris en embuscade et doit ouvrir le feu pour revenir à Perpignan.

## Politique et administration

### Liste des maires
| Période   | Période      | Identité                   | Étiquette            | Qualité                                                                    |
| --------- | ------------ | -------------------------- | -------------------- | -------------------------------------------------------------------------- |
| 1790      | ?            | François Bonaventure Arago |                      |                                                                            |
| 1792      | 1796         | Garrigo                    |                      |                                                                            |
| 1796      | 1800         | Joseph Raphaël Morat       |                      |                                                                            |
| 1800      | 1804         | Michel Grill               |                      |                                                                            |
| 1804      | 1810         | Jacques Conte              |                      |                                                                            |
| 1810      | 1815         | Raphaël Morat              |                      |                                                                            |
| 1815      | 1818         | Raymond Batlle             |                      |                                                                            |
| 1818      | 1825         | Étienne Camps              |                      |                                                                            |
| 1825      | 1830         | Clément Ducruc             |                      | Inspecteur des écoles primaires                                            |
| 1830      | 1832         | Joseph Jambert             |                      |                                                                            |
| 1832      | 1842         | Melchior Triquéra          |                      |                                                                            |
| 1842      | 1848         | Alexandre Darbel           |                      |                                                                            |
| 1848      | 1852         | Raphaël Morat              |                      |                                                                            |
| 1852      | 1853         | Melchior Triquéra          |                      |                                                                            |
| 1853      | 1857         | Alexandre Darbel           |                      |                                                                            |
| 1857      | 1861         | Antoine Arago              |                      |                                                                            |
| 1861      | 1864         | Prosper Jambert            |                      |                                                                            |
| 1864      | 1870         | Louis Camps                |                      |                                                                            |
| 1870      | 1874         | Raymond Camps              |                      |                                                                            |
| 1874      | 1877         | Simon Coronnat             |                      |                                                                            |
| 1877      | 1878         | Désiré Tixa                |                      |                                                                            |
| 1878      | 1881         | Joseph Cazenove            |                      |                                                                            |
| 1881      | 1882         | Antoine Sautes             |                      |                                                                            |
| 1882      | 1888         | Firmin Torreilles          |                      |                                                                            |
| 1888      | 1895         | Michel Taulier             |                      |                                                                            |
| 1895      | 1896         | Armand Triquéra            |                      |                                                                            |
| 1896      | 1898 (décès) | Philippe Morat             | Républicain          | Conseiller général du canton de Latour-de-France (1892 → 1898)             |
| 1899      | 1900         | Joseph Baudy               |                      |                                                                            |
| 1900      | 1902         | Michel Taulier             |                      |                                                                            |
| 1902      | 1904         | Antonin Catala             |                      |                                                                            |
| 1904      | 1935         | Joseph Soubielle           | Socialiste puis SFIO | Cultivateur Conseiller général du canton de Latour-de-France (1904 → 1928) |
| 1935      | 1941         | Antonin Barida             |                      |                                                                            |
| 1941      | 1944         | Jean Aymerich              |                      |                                                                            |
| 1944      | 1947         | Louis Malis                |                      |                                                                            |
| 1947      | 1953         | Édouard Vernis             |                      |                                                                            |
| 1953      | 1959         | André Deloncle             |                      |                                                                            |
| mars 1959 | mars 1977    | Émile Montagné             | SFIO puis PS         | Conseiller général du canton de Latour-de-France (1964 → 1976)             |
| mars 1977 | mars 2001    | Antoine Sarda              | PCF                  | Conseiller général du canton de Latour-de-France (1976 → 2008)             |
| mars 2001 | mars 2008    | Lucile Maury-Susplugas     | DVD                  | Retraitée du secteur bancaire                                              |
| mars 2008 | En cours     | Roger Ferrer               | PCF                  | Retraité de la fonction publique                                           |

## Population et société

### Démographie ancienne
La population est exprimée en nombre de feux (f) ou d'habitants (H).
| 1358  | 1365  | 1378 | 1424 | 1470 | 1515 | 1553 | 1643 | 1709  |
| ----- | ----- | ---- | ---- | ---- | ---- | ---- | ---- | ----- |
| 118 f | 121 f | 77 f | 33 f | 55 f | 50 f | 32 f | 57 f | 158 f |

| 1720  | 1730  | 1755  | 1765  | 1767    | 1774  | 1789  | 1790    | - |
| ----- | ----- | ----- | ----- | ------- | ----- | ----- | ------- | - |
| 219 f | 215 f | 275 f | 700 H | 1 146 H | 215 f | 300 f | 1 293 H | - |

Note :
- 1767 : pour Estagel et Jau.

### Démographie contemporaine
L'évolution du nombre d'habitants est connue à travers les recensements de la population effectués dans la commune depuis 1793. Pour les communes de moins de 10 000 habitants, une enquête de recensement portant sur toute la population est réalisée tous les cinq ans, les populations de référence des années intermédiaires étant quant à elles estimées par interpolation ou extrapolation. Pour la commune, le premier recensement exhaustif entrant dans le cadre du nouveau dispositif a été réalisé en 2007.

En 2022, la commune comptait 2 124 habitants, en évolution de +4,73 % par rapport à 2016 (Pyrénées-Orientales : +3,92 %, France hors Mayotte : +2,11 %).
| 1793  | 1800  | 1806  | 1821  | 1831  | 1836  | 1841  | 1846  | 1851  |
| ----- | ----- | ----- | ----- | ----- | ----- | ----- | ----- | ----- |
| 1 313 | 1 406 | 1 620 | 1 789 | 2 003 | 2 141 | 2 237 | 2 320 | 2 359 |

| 1856  | 1861  | 1866  | 1872  | 1876  | 1881  | 1886  | 1891  | 1896  |
| ----- | ----- | ----- | ----- | ----- | ----- | ----- | ----- | ----- |
| 2 313 | 2 378 | 2 513 | 2 460 | 2 697 | 2 979 | 2 901 | 2 815 | 2 835 |

| 1901  | 1906  | 1911  | 1921  | 1926  | 1931  | 1936  | 1946  | 1954  |
| ----- | ----- | ----- | ----- | ----- | ----- | ----- | ----- | ----- |
| 2 789 | 2 620 | 2 588 | 2 646 | 2 414 | 2 261 | 2 099 | 2 096 | 2 165 |

| 1962  | 1968  | 1975  | 1982  | 1990  | 1999  | 2006  | 2007  | 2012  |
| ----- | ----- | ----- | ----- | ----- | ----- | ----- | ----- | ----- |
| 2 239 | 2 201 | 2 021 | 2 038 | 2 043 | 1 941 | 1 906 | 1 902 | 1 950 |

| 2017  | 2022  | - | - | - | - | - | - | - |
| ----- | ----- | - | - | - | - | - | - | - |
| 2 016 | 2 124 | - | - | - | - | - | - | - |

| selon la population municipale des années : | 1968 | 1975 | 1982 | 1990 | 1999 | 2006 | 2009 | 2013 |
| Rang de la commune dans le département      | 23   | 26   | 35   | 41   | 49   | 56   | 54   | 54   |
| Nombre de communes du département           | 232  | 217  | 220  | 225  | 226  | 226  | 226  | 226  |

### Enseignement
Estagel dispose d’une maternelle, construite relativement récemment, d’une école primaire, appelée Étienne Gony, et du collège Irène Joliot-Curie, qui accueille des élèves de Cases-de-Pène, Cassagnes, Estagel, Lansac, Latour de France, Montner, Planèzes, Rasiguères, Tautavel et Vingrau, tous trois dans le système éducatif public. Pour les études secondaires, les garçons et les filles du village vont aux lycées de Perpignan ou Rivesaltes, de préférence. Il y a aussi un jardin d’enfants et la bibliothèque municipale Marie Arago.

### Manifestations culturelles et festivités
- Fête patronale : 22 janvier[63] ;
- Fête Arago : 31 août[63].

### Sports
Rugby à XIII : École de Rugby Estagel XIII

## Économie

### Revenus
En 2018, la commune compte 982 ménages fiscaux, regroupant 2 090 personnes. La médiane du revenu disponible par unité de consommation est de 17 480 € (19 350 € dans le département). 31 % des ménages fiscaux sont imposés (42,1 % dans le département).

### Emploi
|                | 2008   | 2013   | 2018   |
| -------------- | ------ | ------ | ------ |
| Commune        | 9,9 %  | 13 %   | 13,8 % |
| Département    | 10,3 % | 12,9 % | 13,3 % |
| France entière | 8,3 %  | 10 %   | 10 %   |

En 2018, la population âgée de 15 à 64 ans s'élève à 1 144 personnes, parmi lesquelles on compte 73,1 % d'actifs (59,3 % ayant un emploi et 13,8 % de chômeurs) et 26,9 % d'inactifs,. En  2018, le taux de chômage communal (au sens du recensement) des 15-64 ans est supérieur à celui de la France et du département, alors qu'il était inférieur à celui du département en 2008.
La commune fait partie de la couronne de l'aire d'attraction de Perpignan, du fait qu'au moins 15 % des actifs travaillent dans le pôle,. Elle compte 452 emplois en 2018, contre 462 en 2013 et 465 en 2008. Le nombre d'actifs ayant un emploi résidant dans la commune est de 686, soit un indicateur de concentration d'emploi de 66 % et un taux d'activité parmi les 15 ans ou plus de 50,6 %.
Sur ces 686 actifs de 15 ans ou plus ayant un emploi, 243 travaillent dans la commune, soit 35 % des habitants. Pour se rendre au travail, 79,3 % des habitants utilisent un véhicule personnel ou de fonction à quatre roues, 2,8 % les transports en commun, 12,4 % s'y rendent en deux-roues, à vélo ou à pied et 5,5 % n'ont pas besoin de transport (travail au domicile).

### Revenus de la population et fiscalité
En 2010, le revenu fiscal médian par ménage était de 20 792 €.

### Entreprises et commerces
Estagel est une ville essentiellement agricole : plus de 2 000 hectares cultivés, presque tous pour des vignobles d’origine contrôlée (Rivesaltes et Muscat-de-rivesaltes, doux tous les deux, et Côte du Roussillon Village). Il y a un petit échantillon d’arbres fruitiers (abricots et pêches), et peu d’autre. La grande production de vins d’Estagel s’explique par le fait que les vignobles de cette ville ont des vignobles dans les termes voisins : Tautavel, Montner et Latour de France. L’ancienne coopérative de producteurs de vin d’Estagel faisait partie de deux groupes : la cave coopérative Agly et la coopérative Saint Vincent.

## Culture locale et patrimoine

### Monuments et lieux touristiques
- Cimetière wisigothique (classé par les monuments historiques depuis 2005) ;
- Église Saint-Vincent : église préromane ;
- Église Saint-Étienne-et-Saint-Vincent. L'édifice a été inscrit au titre des monuments historiques en 1926[66].
- Chapelle de l'Immaculée-Conception d'Estagel.
- Chapelle Notre-Dame-de-Montserrat d'Estagel..
- Statue de François Arago : la première statue, œuvre d'Alexandre Oliva, est inaugurée an 1865, mais fondue en 1942 ; une deuxième statue, œuvre de Marcel Homs, est inaugurée en 1957[67] ;
- le monument aux morts d'Estagel, monument historique.

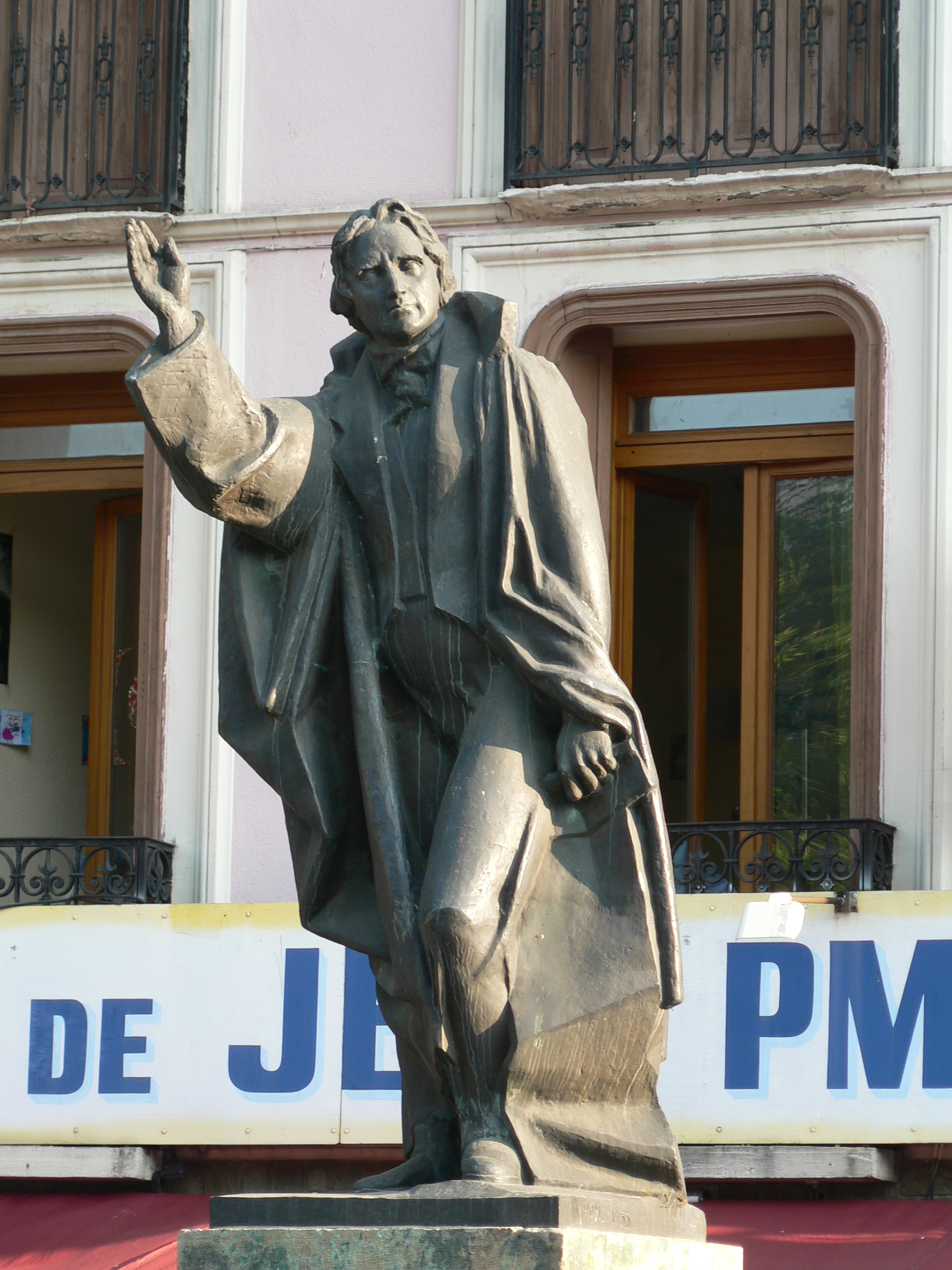
Statue de François Arago.
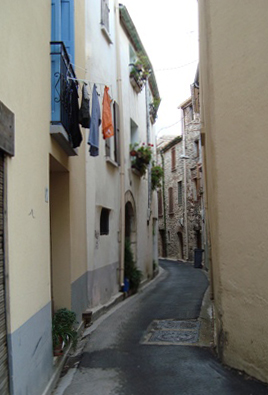
Rue du vieux village.
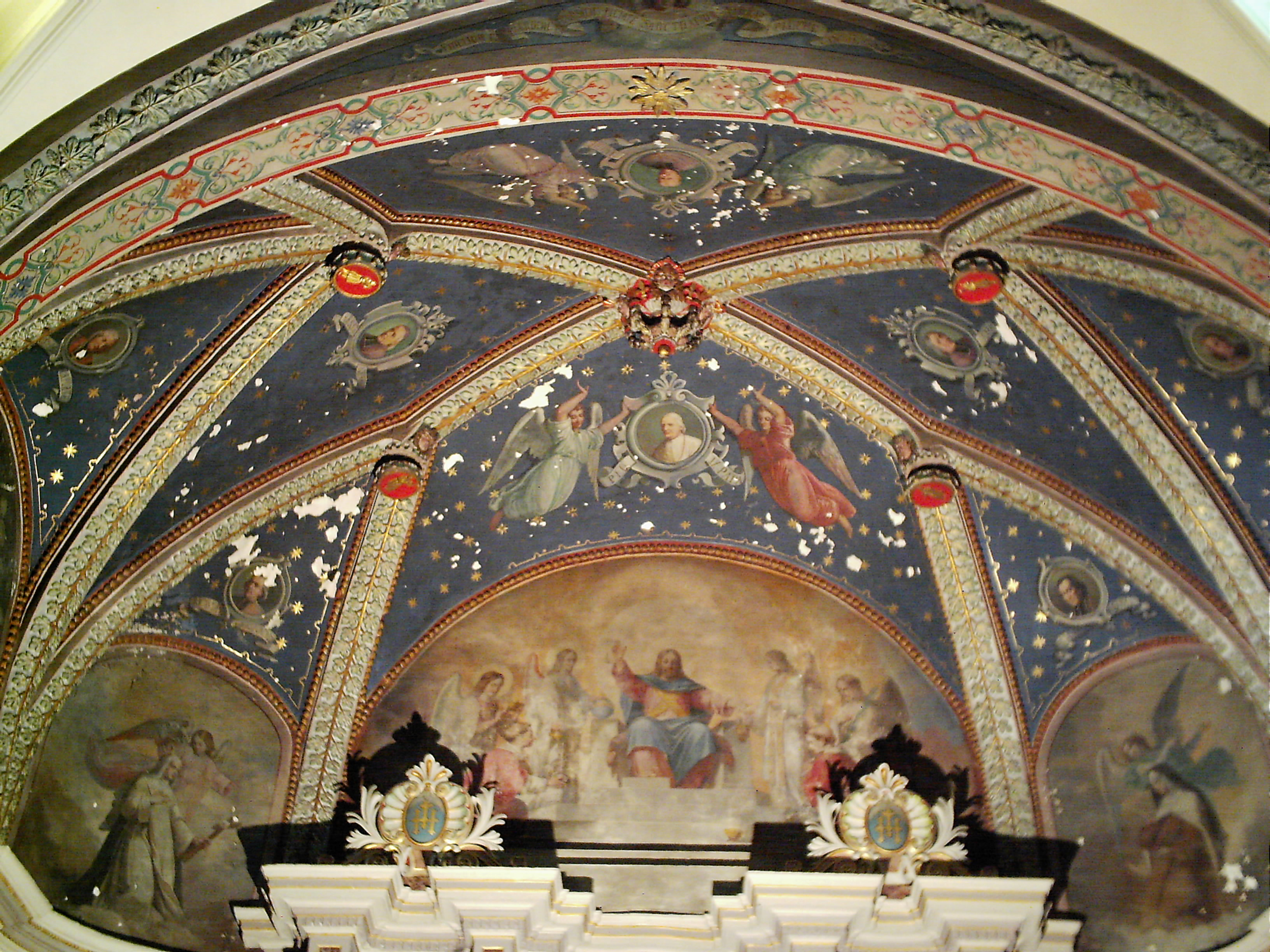
Voûte du sanctuaire.

### Personnalités liées à la commune
- François Bonaventure Arago (1754-1814) : homme politique français et le père des « frères Arago », né à Estagel ;
- Marie Arago (1755-1845) : épouse de François Bonaventure Arago et mère des « frères Arago », morte à Estagel ;
- François Arago (1786-1853) : physicien et astronome, ministre républicain, né à Estagel ;
- Jean Arago (1788-1836) : frère du précédent, militaire, né à Estagel ;
- Jacques Arago (1790-1854) : frère des précédents, romancier, auteur dramatique et explorateur, né à Estagel ;
- Victor Arago (1792-1867) : frère des précédents, militaire, né à Estagel ;
- Joseph Arago (1796-1860) : frère des précédents, militaire, né à Estagel ;
- Martin-Jérôme Izart (1854-1934) : évêque de Pamiers (1907-1916) puis archevêque de Bourges (1916-1934), né à Estagel
- Joseph Aymerich (1858-1937) : militaire et homme politique, né à Estagel ;
- Étienne Monier (1889-1913) : membre de la bande à Bonnot, né à Estagel ;
- René Nicolau (1899-1945) : ingénieur, résistant, Compagnon de la Libération, inhumé à Estagel. Une avenue de la commune est baptisée en son honneur ;
- Raymond Baché (1947-2016) : athlète spécialiste du lancer de disque, né à Estagel.

### Héraldique
| Blason de Estagel | Blason  | De gueules à l'agneau pascal contourné d'argent, arboré d'or, la tête regardant à dextre et nimbée du même, sur une terrasse de sinople. |
| Blason de Estagel | Détails | Le statut officiel du blason reste à déterminer.                                                                                         |